# 윤석열 대통령 취임식
윤석열 대통령 취임식은 5월 10일 여의도 국회의사당 앞마당에서 열린 윤석열의 제20대 대한민국 대통령 취임식이다.

## 진행
2022년 4월 22일 대통령취임준비위원회(위원장 박주선)는 제20대 대통령 취임식의 참석자가 41,000명 규모로 확정되었다고 밝혔다.
2022년 5월 10일, 취임식 행사 당일 현장 주변이 통제되었으며, 윤석열 대통령과 김건희 여사 내외가 국립서울현충원 참배를 마치고 국회 행사장에 도착하며 행사가 시작되었다.
윤석열 대통령은 전임자인 문재인과 박근혜 대통령 등 주요 인사들과 인사하고 단상에 자리하였다. 국민 의례와 김부겸 국무총리의 식사 발표가 있었고, 이어 윤석열 대통령이 취임 선서를 하였다.  윤 대통령은 역대 대통령 취임식 최초로 돌출무대에서 취임선서와 취임사를 하였다. 이는 국민과 소통을 강조하는 의미라고 한다. 취임선서와 함께 군악대와 의장대가 행진하고, 기수단 사열에 이어 21발의 예포가 발사되었다. 
이후 윤석열 대통령이 취임사를 발표하였고, 뒤를 이어 축하공연과 이임 대통령 등의 환송이 진행되었다. 역대 최초로 취임 대통령의 바로 전직대통령뿐만이 아니고 이임 대통령도 아닌 박근혜 전 대통령까지 환송을 진행하였다. 이후 윤석열 대통령 내외도 퇴장하며 인사를 하고, 행사장 밖 주변 인파에도 카퍼레이드로 용산 집무실까지 향하며 인사를 하고 대한민국 대통령실로 항하며 행사가 마무리되었다.

## 참석자

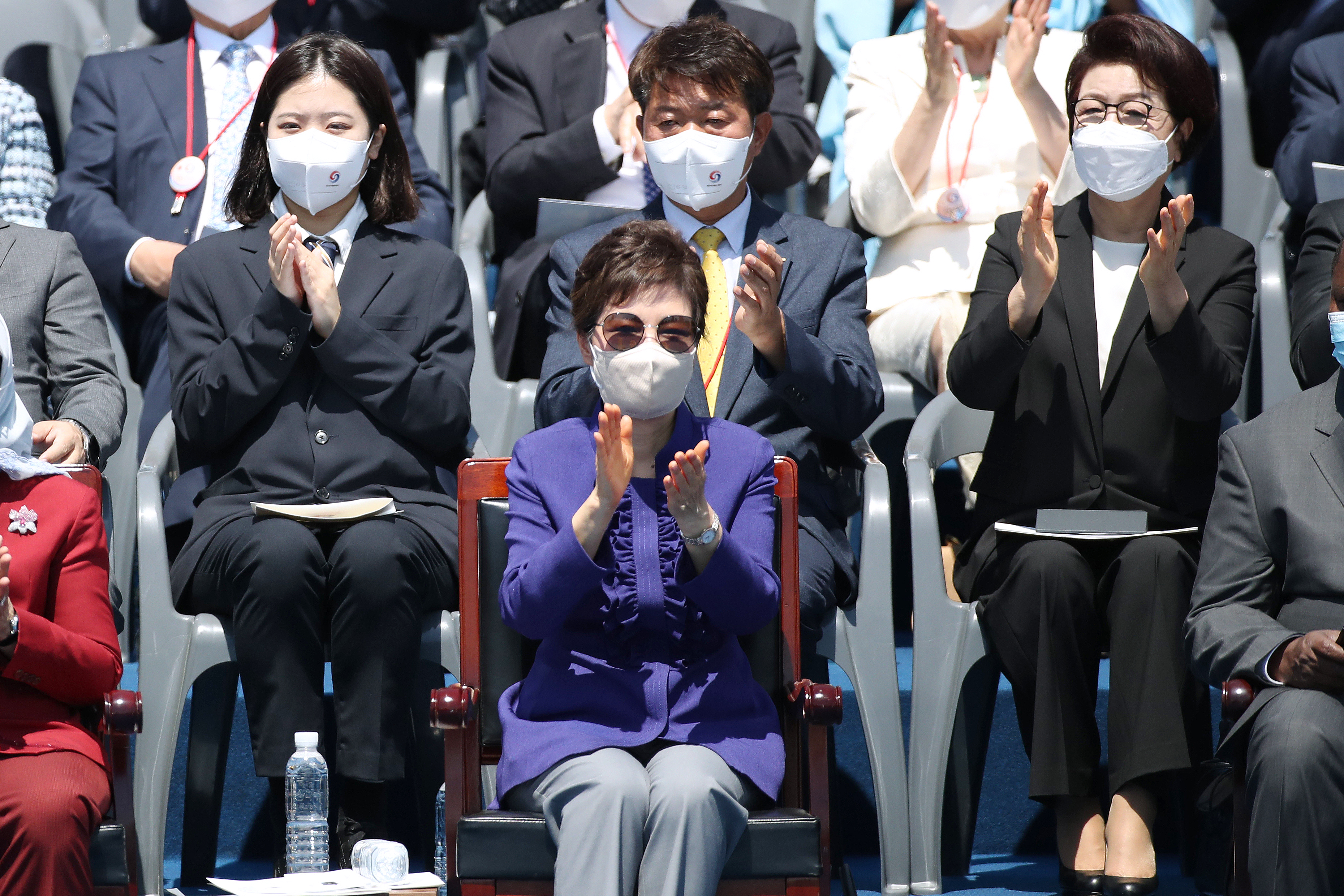
윤석열 대통령 취임식에 참석한 박근혜, 김윤옥, 박지현

행사에 참여한 주요 인사는 다음과 같다. 전임자인 문재인 전 대통령을 비롯하여 박근혜, 김윤옥, 이순자, 김홍업, 김현철, 노소영, 노재헌 등 전직 대통령 및 그 유족이 참석하였다. 그리고 재계 인사인 이재용 삼성전자 부회장, 최태원 SK그룹회장, 정의선 현대차그룹 회장, 구광모 LG그룹 회장, 신동빈 롯데그룹 회장, 박정원 두산그룹 회장, 정용진 신세계 그룹 부회장, 조원태 한진그룹 회장 등이 참석하였다.
외국 사절로는 할리마 야콥 싱가포르 대통령과 포스탱아르샹주 투아데라 중앙아프리카공화국 대통령, 왕치산 중화인민공화국 부주석, 미국 부통령(카멀라 해리스)의 부군인 더글러스 엠호프, 조지 퓨리 캐나다 상원의장, 하야시 요시마사 일본 외무상, 메가와티 수카르노푸트리 인도네시아 전 대통령등이 참석하였다.

## 같이 보기
- 대한민국 제20대 대통령 선거
- 대한민국의 대통령
- 윤석열
- 윤석열 정부